# Festhalle/Messe (metrostation)
Festhalle/Messe is een ondergronds station van de U-Bahn in Frankfurt am Main langs de U-Bahn-lijn U4 gelegen in het stadsdeel Westend.